# Copa Heineken 2007–08
A Copa Heineken 2007-08 foi a 13ª edição do evento e foi vencida pelo Munster.

## Times
| Grupo 1                                                               | Grupo 2                                                | Grupo 3                                                           | Grupo 4                                                         | Grupo 5                                                       | Grupo 6                                                                  |
| --------------------------------------------------------------------- | ------------------------------------------------------ | ----------------------------------------------------------------- | --------------------------------------------------------------- | ------------------------------------------------------------- | ------------------------------------------------------------------------ |
| - Benetton Treviso - London Irish - Newport Gwent Dragons - Perpignan | - Bourgoin - Gloucester Rugby - Ospreys - Ulster Rugby | - Bristol Rugby - Cardiff Blues - Harlequin F.C. - Stade Français | - Biarritz Olympique - Glasgow Rugby - Rugby Viadana - Saracens | - Clermond - Llanelli Scarlets - London Wasps - Munster Rugby | - Edinburgh Rugby - Leicester Tigers - Leinster Rugby - Stade Toulousain |

## Fase de grupos

### Grupo 1
| Team             | Pld | W | D | L | TF | PF  | PA  | +/-  | BP | Pts |
| ---------------- | --- | - | - | - | -- | --- | --- | ---- | -- | --- |
| London Irish (2) | 6   | 5 | 0 | 1 | 25 | 182 | 100 | +82  | 4  | 24  |
| Perpignan (7)    | 6   | 5 | 0 | 1 | 20 | 181 | 79  | +92  | 2  | 22  |
| Dragons          | 6   | 1 | 0 | 5 | 16 | 117 | 191 | −74  | 4  | 8   |
| Benetton Treviso | 6   | 1 | 0 | 5 | 8  | 107 | 207 | −100 | 1  | 5   |

| 2007-11-09 21:00 | Perpignan                                                                         | 23 – 19  | Dragons                                                         | Stade Aime Giral, Perpignan         |  |
|                  | Tries: Guirado 19' c Tuilagi 72' c Con: Rosalen (2) Pen: Rosalen (3) 9', 40', 46' | (Report) | Tries: Wyatt 14' m Bearman 62' c Sweeney 77' c Con: Sweeney (2) | Público: 10,250 Árbitro: Alan Lewis |  |

| 2007-11-10 15:00 | London Irish | 42 – 9   | Benetton Treviso             | Madejski Stadium, Reading         |  |
|                  | Tries: Leguizamón 23' m Richards (2) 37' m, 80' m Hewat 47' c D. Armitage 57' c de Vedia 65' m S. Armitage 74' m Con: Hewat (2) Pen: Hewat 10' | (Report) | Pen: Goosen (3) 8', 25', 53' | Público: 6,771 Árbitro: Tim Hayes |  |

| 2007-11-17 13:30 | Dragons                                                         | 17 – 45  | London Irish | Rodney Parade, Newport                    |  |
|                  | Tries: Owen 35' c Jones 68' c Con: Sweeney (2) Pen: Sweeney 22' | (Report) | Tries: de Vedia (2) 10' c, 15' c Catt 17' c D. Armitage (2) 28' c, 74' c Kennedy 48' c Con: Hewat (6) Pen: Hewat 8' | Público: 6,132 Árbitro: Christophe Berdos |  |

| 2007-11-17 14:30 | Benetton Treviso                                      | 17 – 29  | Perpignan                                                                                          | Stadio Comunale di Monigo, Treviso   |  |
|                  | Try: de Jager 30' m Pen: Goosen (4) 3', 12', 59', 75' | (Report) | Tries: Vaki 40' m Chouly 42' c Plante 68' c Ladhuie 79' c Con: Rosalen (2) Durand Pen: Rosalen 14' | Público: 3,000 Árbitro: Andrew Small |  |

| 2007-12-08 14:30 | Benetton Treviso                                                                                       | 33 – 35  | Dragons | Stadio Comunale di Monigo, Treviso |  |
|                  | Tries: De Gregori 40+2' c Borges 50' c Sgarbi 59' c Con: Goosen (3) Pen: Goosen (4) 13', 18', 64', 67' | (Report) | Tries: Charvis 19' c R. Thomas 21' m Gomer-Davies 33' c Mustoe 42' c Con: Sweeney (3) Pen: Sweeney (2) 8', 16' Drop: Sweeney 72' | Público: 3,000 Árbitro: Rob Debney |  |

| 2007-12-09 15:30 | London Irish                                                                        | 24 – 16  | Perpignan                                                      | Madejski Stadium, Reading                 |  |
|                  | Tries: Casey 21' m Penalty try 60' c Con: Hewat Pen: Hewat (4) 18', 51', 75', 80+3' | (Report) | Try: Plante 46' c Con: Porical Pen: Porical (3) 2', 30', 40+1' | Público: 8,301 Árbitro: Malcolm Changleng |  |

| 2007-12-15 14:30 | Dragons                                                                               | 22 – 24  | Benetton Treviso                                                                  | Rodney Parade, Newport               |  |
|                  | Tries: Charvis 32' c Bearman 46' c R. Thomas 69' m Con: Sweeney (2) Drop: Sweeney 78' | (Report) | Tries: De Gregori 19' m Kingi 57' c Con: Goosen Pen: Goosen (4) 5', 50', 76', 80' | Público: 4,516 Árbitro: Andrew Small |  |

| 2007-12-15 16:30 | Perpignan                                                                          | 23 – 6   | London Irish            | Stade Aime Giral, Perpignan            |  |
|                  | Tries: Manas 56' c Hines 78' c Con: Rosalen Porical Pen: Rosalen (3) 10', 42', 73' | (Report) | Pen: Hewat (2) 31', 53' | Público: 11,230 Árbitro: Carlo Damasco |  |

| 2008-01-12 13:30 | London Irish | 41 – 24  | Dragons                                                                    | Madejski Stadium, Reading           |  |
|                  | Tries: Thorpe (3) 12' c, 47' m, 76' c Hickey 17' c Geraghty 26' c Hewat 37' m Con: Hewat (3) Hickey Pen: Hewat 5' | (Report) | Tries: Fussell 32' c Daly 51' m Wyatt 57' m Sweeney 67' c Con: Sweeney (2) | Público: 8,277 Árbitro: Peter Allen |  |

| 2008-01-12 18:30 | Perpignan | 55 – 13  | Benetton Treviso                                          | Stade Aime Giral, Perpignan       |  |
|                  | Tries: Britz 11' m Durand 27' c Guirado (3) 43' c, 57' c, 65' c Cusiter 70' c Álvarez Kairelis 80+5' c Con: Rosalen (4) Montgomery (2) Pen: Rosalen 5' | (Report) | Try: van Zyl 40+2' c Con: Goosen Pen: Goosen (2) 23', 34' | Público: 9,500 Árbitro: Tim Hayes |  |

| 2008-01-19 13:30 | Dragons | 0 – 25   | Perpignan                                                                                   | Rodney Parade, Newport             |  |
|                  |         | (Report) | Tries: Grandclaude 29' c Marty 75' m Plante 80+4' c Con: Montgomery (2) Pen: Montgomery 13' | Público: 5,496 Árbitro: Rob Debney |  |

| 2008-01-19 14:30 | Benetton Treviso                             | 11 – 24  | London Irish                                                                 | Stadio Comunale di Monigo, Treviso     |  |
|                  | Try: de Jager 75' m Pen: Goosen (2) 42', 47' | (Report) | Tries: Richards 22' m de Vedia 33' c Hewat (2) 36' m, 80+9' c Con: Hewat (2) | Público: 3,500 Árbitro: Pascal Gauzere |  |

### Grupo 2
| Team           | Pld | W | D | L | TF | PF  | PA  | +/- | BP | Pts |
| -------------- | --- | - | - | - | -- | --- | --- | --- | -- | --- |
| Gloucester (3) | 6   | 5 | 0 | 1 | 24 | 184 | 119 | +65 | 4  | 24  |
| Ospreys (8)    | 6   | 5 | 0 | 1 | 16 | 164 | 102 | +62 | 1  | 21  |
| Bourgoin       | 6   | 1 | 0 | 5 | 12 | 118 | 174 | −56 | 4  | 8   |
| Ulster         | 6   | 1 | 0 | 5 | 13 | 102 | 173 | −71 | 1  | 5   |

| 2007-11-09 20:00 | Ulster                                                 | 14 – 32  | Gloucester                                                                                                   | Ravenhill, Belfast                   |  |
|                  | Tries: McCullough 29' c Wallace 40' c Con: Wallace (2) | (Report) | Tries: Vainikolo 7' m Tindall 9' m Lamb 18' c Simpson-Daniel 22' m Balshaw 26' c Con: Lamb (2) Pen: Lamb 67' | Público: 13,000 Árbitro: Nigel Owens |  |

| 2007-11-10 17:30 | Ospreys                                                          | 22 – 15  | Bourgoin                                        | Liberty Stadium, Swansea             |  |
|                  | Try: Henson 27' c Con: Hook Pen: Hook (5) 4', 19', 38', 46', 64' | (Report) | Pen: Laloo (2) 35', 40' Boyet (3) 43', 60', 73' | Público: 9,704 Árbitro: Dave Pearson |  |

| 2007-11-16 20:00 | Gloucester                                                                                            | 26 – 18  | Ospreys                                                        | Kignsholm, Gloucester                  |  |
|                  | Tries: Allen 42' c Simpson-Daniel 57' c Con: Lamb Paterson Pen: Lamb (3) 10', 20', 40+3' Paterson 72' | (Report) | Tries: Parker (2) 8' c, 24' m Con: Hook Pen: Hook (2) 46', 56' | Público: 16,500 Árbitro: George Clancy |  |

| 2007-11-16 21:00 | Bourgoin                                                                     | 24 – 17  | Ulster                                                               | Stade Pierre Rajon, Bourgoin-Jallieu |  |
|                  | Tries: Tchougong 56' c Coux 64' m Con: Boyet Pen: Boyet 15', 28', 39', 80+4' | (Report) | Tries: Dawson 12' c Danielli 23' c Con: Wallace (2) Pen: Wallace 31' | Público: 6,000 Árbitro: Wayne Barnes |  |

| 2007-12-07 20:00 | Ospreys | 48 – 17  | Ulster                                                             | Liberty Stadium, Swansea            |  |
|                  | Tries: Parker 4' m Marshall 19' c A.W. Jones 44' c Tiatia 46' c Walker (2) 64' c, 80+3' c Byrne 72' m Con: Hook (5) Pen: Hook 12' | (Report) | Tries: Boss 52' c Danielli 68' c Con: Wallace (2) Pen: Wallace 21' | Público: 8,082 Árbitro: Chris White |  |

| 2007-12-07 21:00 | Bourgoin                    | 7 – 31   | Gloucester                                                                                    | Stade Pierre Rajon, Bourgoin-Jallieu  |  |
|                  | Try: Frier 59' c Con: Boyet | (Report) | Tries: Allen 5' c Simpson-Daniel 34' c Lamb 47' c Titterell 80' c Con: Lamb (4) Pen: Lamb 21' | Público: 6,500 Árbitro: Alain Rolland |  |

| 2007-12-14 20:00 | Ulster                                | 8 – 16   | Ospreys                                                   | Ravenhill, Belfast                        |  |
|                  | Try: Danielli 38' m Pen: O'Connor 17' | (Report) | Try: Marshall 54' c Con: Hook Pen: Hook (3) 12', 15', 56' | Público: 9,665 Árbitro: Malcolm Changleng |  |

| 2007-12-15 15:00 | Gloucester | 51 – 27  | Bourgoin                                                                                  | Kingsholm, Gloucester                  |  |
|                  | Tries: Qera 19' c Delve 22' c Balshaw 37' c Walker 46' c Lamb 61' c Vainikolo 70' c Con: Lamb (6) Pen: Lamb (3) 1', 6', 16' | (Report) | Tries: Nicolas 32' c Genevois 65' c Monzeglio 79' c Con: Boyet (3) Pen: Boyet (2) 3', 14' | Público: 12,370 Árbitro: George Clancy |  |

| 2008-01-11 19:30 | Ulster                                                                                       | 25 – 24  | Bourgoin                                                                  | Ravenhill, Belfast                  |  |
|                  | Tries: Bowe 44' c Marshall 55' c Trimble 78' m Con: Humphreys (2) Pen: Humphreys (2) 6', 13' | (Report) | Tries: Coux 2' m Denos 20' m Vigneaux 40' c Petrilli 47' c Con: Parra (2) | Público: 8,340 Árbitro: James Jones |  |

| 2008-01-12 17:30 | Ospreys                                                                                                | 32 – 15  | Gloucester                                                   | Liberty Stadium, Swansea            |  |
|                  | Tries: Williams 11' c Hibbard 80' c Con: Hook (2) 12', 80' m Pen: Hook (6) 6', 20', 29', 37', 52', 69' | (Report) | Tries: Lawson 56' Lamb 80+3' Con: Paterson 56' Pen: Lamb 26' | Público: 18,017 Árbitro: Alan Lewis |  |

| 2008-01-20 13:00 | Gloucester                                                                                 | 29 – 21  | Ulster                                                               | Kingsholm, Gloucester                 |  |
|                  | Tries: Qera (2) 7' c, 59' m Strokosch 34' c Balshaw 71' m Narraway 80' m Con: Paterson (2) | (Report) | Tries: Bowe (2) 21' c, 77' c Trimble 44' c Con: Wallace (2) O'Connor | Público: 12,480 Árbitro: Romain Poite |  |

| 2008-01-20 14:00 | Bourgoin                                                                       | 21 – 28  | Ospreys                                                                                | Stade Pierre Rajon, Bourgoin-Jallieu |  |
|                  | Tries: Wihongi 54' m Denos 80'+7' c Con: Parra Pen: Laloo (2) 4', 8' Parra 80' | (Report) | Tries: Williams 26' c Byrne 32' m Thomas 80'+5' c Con: Hook (2) Pen: Hook 6', 20', 71' | Público: 5,500 Árbitro: Wayne Barnes |  |

### Grupo 3
| Team              | Pld | W | D | L | TF | PF  | PA  | +/- | BP | Pts |
| ----------------- | --- | - | - | - | -- | --- | --- | --- | -- | --- |
| Cardiff Blues (5) | 6   | 4 | 1 | 1 | 12 | 124 | 76  | +48 | 2  | 20  |
| Stade Français    | 6   | 4 | 0 | 2 | 12 | 120 | 92  | +28 | 2  | 18  |
| Bristol           | 6   | 3 | 0 | 2 | 10 | 83  | 80  | +3  | 0  | 12  |
| Harlequins        | 6   | 0 | 1 | 5 | 7  | 62  | 141 | −79 | 0  | 2   |

| 2007-11-10 14:35 | Stade Français | 37 – 17  | Harlequins                                                       | Stade Jean-Bouin, Paris                |  |
|                  | Tries: Liebenberg 20' c Dominici 31' c Saubade 71' c Mirco Bergamasco 79' c Con: Skrela (2) Liebenberg (2) Pen: Skrela (3) 15', 47', 60' | (Report) | Tries: Monye 43' c Barry 79' c Con: Monye Jarvis Pen: Malone 10' | Público: 12,000 Árbitro: Alain Rolland |  |

| 2007-11-11 13:00 | Cardiff Blues                                                                                              | 34 – 18  | Bristol                                                                     | Cardiff Arms Park, Cardiff                |  |
|                  | Tries: Robinson 40+2' c Molitika 68' c M. Williams (2) 71' c, 78' c Con: Blair (4) Pen: Blair (2) 17', 50' | (Report) | Tries: Hill 20' c T. Arscott 80+4' m Con: Strange Pen: Strange (2) 11', 40' | Público: 10,531 Árbitro: Peter Fitzgibbon |  |

| 2007-11-17 15:30 | Harlequins                                            | 13 – 13  | Cardiff Blues                                       | Twickenham Stoop, Twickenham            |  |
|                  | Try: Easter 40' c Con: Malone Pen: Malone (2) 6', 62' | (Report) | Try: Spice 60' c Con: Blair Pen: Blair (2) 26', 48' | Público: 11,304 Árbitro: Pascal Gauzere |  |

| 2007-11-18 15:00 | Bristol                                        | 17 – 0   | Stade Français | Memorial Stadium, Bristol                 |  |
|                  | Try: Brew 76' Pen: Hill (4) 17', 30', 61', 79' | (Report) |                | Público: 10,756 Árbitro: Peter Fitzgibbon |  |

| 2007-12-08 15:00 | Harlequins     | 3 – 17   | Bristol                                                             | Twickenham Stoop, Twickenham        |  |
|                  | Drop: Care 27' | (Report) | Tries: To'oala Vaeluaga 22' m Lemi 24' c L. Arscott 43' m Con: Hill | Público: 7,288 Árbitro: Peter Allan |  |

| 2007-12-09 15:00 | Stade Français                                    | 12 – 6   | Cardiff Blues           | Stade Jean-Bouin, Paris              |  |
|                  | Pen: Hernández (2) 11', 30' Skrela (2) 40+2', 52' | (Report) | Pen: Blair (2) 22', 58' | Público: 8,972 Árbitro: Dave Pearson |  |

| 2007-12-15 13:35 | Cardiff Blues | 31 – 21  | Stade Français                                                              | Cardiff Arms Park, Cardiff            |  |
|                  | Tries: J. Robinson 11' c James 40+6' c Tito 44' m Con: Flanagan (2) Pen: Flanagan (3) 3', 22', 55' Drop: Flanagan 80+5' | (Report) | Tries: Arias 40+1' c Burban 72' m Con: Skrela Pen: Skrela (3) 42', 48', 51' | Público: 12,114 Árbitro: Wayne Barnes |  |

| 2007-12-16 15:00 | Bristol                                                              | 20 – 7   | Harlequins                        | Memorial Stadium, Bristol                 |  |
|                  | Tries: Lemi 44' Blaney 53' Clarke 80' Con: Strange 80' Pen: Hill 62' | (Report) | Try: Williams 48' Con: Jarvis 48' | Público: 7,951 Árbitro: Christophe Berdos |  |

| 2008-01-11 20:00 | Cardiff Blues                                                                  | 23 – 12  | Harlequins                                    | Cardiff Arms Park, Cardiff           |  |
|                  | Tries: Hewitt 38' c Shanklin 71' c Con: Blair (2) Pen: Blair (3) 15', 55', 59' | (Report) | Tries: Luscombe 50' c Brown 77' m Con: Malone | Público: 9,716 Árbitro: Romain Poite |  |

| 2008-01-11 21:00 | Stade Français                                                  | 19 – 11  | Bristol                                         | Stade Jean-Bouin, Paris               |  |
|                  | Tries: Corleto 55' m Arias 69' m Pen: Skrela (3) 4', 27', 40+1' | (Report) | Try: L. Arscott 59' m Pen: Strange (2) 13', 49' | Público: 8,783 Árbitro: George Clancy |  |

| 2008-01-20 15:00 | Bristol | 0 – 17   | Cardiff Blues                                                          | Memorial Stadium, Bristol              |  |
|                  |         | (Report) | Tries: Molitika 37' c G. Thomas 40'+2' c Con: Blair (2) Pen: Blair 53' | Público: 11,289 Árbitro: Alain Rolland |  |

| 2008-01-20 15:00 | Harlequins                                  | 10 – 31  | Stade Français                                                                                 | Twickenham Stoop, Twickenham       |  |
|                  | Try: Keogh 75' c Con: Jarvis Pen: Jarvis 3' | (Report) | Tries: Szarzewski 25' c Arias 31' c Skrela 70' c Corleto 73' c Con: Skrela (4) Pen: Skrela 31' | Público: 11,737 Árbitro: Tim Hayes |  |

### Grupo 4
| Team             | Pld | W | D | L | TF | PF  | PA  | +/-  | BP | Pts |
| ---------------- | --- | - | - | - | -- | --- | --- | ---- | -- | --- |
| Saracens (1)     | 6   | 5 | 0 | 1 | 27 | 225 | 119 | +106 | 4  | 24  |
| Biarritz         | 6   | 4 | 0 | 2 | 9  | 109 | 116 | −7   | 2  | 18  |
| Glasgow Warriors | 6   | 3 | 0 | 3 | 12 | 130 | 127 | +3   | 4  | 16  |
| Viadana          | 6   | 0 | 0 | 6 | 12 | 106 | 208 | −102 | 3  | 3   |

| 2007-11-10 14:30 | Viadana                                      | 11 – 19  | Biarritz                                                              | Stadio Luigi Zaffanella, Viadana    |  |
|                  | Try: Bortolussi 9' m Pen: Pilat (2) 31', 62' | (Report) | Try: Willemse 40' c Con: Yachvili Pen: Yachvili (4) 2', 13', 68', 71' | Público: 2,920 Árbitro: Peter Allan |  |

| 2007-11-11 15:00 | Saracens | 33 – 31  | Glasgow Warriors                                                                                | Vicarage Road, Watford               |  |
|                  | Tries: Vyvyan 8' c Penney 17' c Skirving 38' m Ratuvou 50' m Con: Jackson (2) Pen: Jackson (3) 23', 32', 79' | (Report) | Tries: Barclay 25' m O'Hare 73' c Kellock 80' c Con: Parks (2) Pen: Parks (4) 6', 30', 43', 55' | Público: 7,012 Árbitro: Romain Poite |  |

| 2007-11-16 19:30 | Glasgow Warriors                                                                                                 | 41 – 31  | Viadana                                                                                           | Firhill Stadium, Glasgow            |  |
|                  | Tries: O'Hare 10' c Parks 21' c Morrison 23' c Pinder 60' c Barclay 65' c Con: Parks (5) Pen: Parks (2) 15', 48' | (Report) | Tries: Pedersen (2) 4' c, 34' c Birchall 46' c Bortolussi 80' c Con: Howarth (4) Pen: Howarth 41' | Público: 1,722 Árbitro: James Jones |  |

| 2007-11-17 16:30 | Biarritz                                                                 | 22 – 21  | Saracens                                                        | Parc des Sports Aguiléra, Biarritz        |  |
|                  | Try: Bidabe 53' c Con: Yachvili Pen: Yachvili (5) 3', 23', 40', 49', 80' | (Report) | Tries: Ratuvou 6' c Penney 35' c Farrell 73' c Con: Jackson (3) | Público: 9,000 Árbitro: Malcolm Changleng |  |

| 2007-12-08 15:00 | Saracens | 71 – 7   | Viadana                         | Vicarage Road, Watford                 |  |
|                  | Tries: Matadigo 3' c Haughton (3) 15' m, 39' c, 51' c Hill 36' c Ratuvou (2) 40' c, 63' c Johnston 44' c Jackson 54' c Penalty try 79' c Con: Jackson (9) Pen: Jackson 24' | (Report) | Try: Howarth 47' c Con: Howarth | Público: 5,982 Árbitro: Pascal Gauzere |  |

| 2007-12-09 13:00 | Glasgow Warriors            | 9 – 6    | Biarritz                | Firhill Stadium, Glasgow          |  |
|                  | Pen: Parks (3) 8', 13', 38' | (Report) | Pen: Dupuy (2) 26', 73' | Público: 2,194 Árbitro: Tim Hayes |  |

| 2007-12-14 21:00 | Biarritz                                                                    | 21 – 14  | Glasgow Warriors                                          | Parc des Sports Aguiléra, Biarritz  |  |
|                  | Tries: Vahafolau 77' c, 80+3' m Con: Traille Pen: Traille (3) 32', 56', 64' | (Report) | Try: Barclay 23' m Pen: Parks (2) 1', 21' Drop: Parks 57' | Público: 7,200 Árbitro: Nigel Owens |  |

| 2007-12-15 14:30 | Viadana                                                                          | 26 – 34  | Saracens | Stadio Luigi Zaffanella, Viadana         |  |
|                  | Tries: Erasmus (2) 2' m, 25' c Robertson 37' c Bortolussi 39' c Con: Howarth (3) | (Report) | Tries: Penalty try 48' c Seymour 60' c Haughton 79' m Con: Jackson (2) Pen: Jackson (5) 31', 43', 55', 55', 70' | Público: 3,400 Árbitro: Peter Fitzgibbon |  |

| 2008-01-12 14:30 | Viadana                                                     | 15 – 18  | Glasgow Warriors                                                     | Stadio Luigi Zaffanella, Viadana      |  |
|                  | Tries: Erasmus (2) 26' c, 36' m Con: Howarth Pen: Pilat 75' | (Report) | Tries: Brown 23' c Stortoni 65' m Con: Parks Pen: Parks (2) 40', 48' | Público: 2,270 Árbitro: Jérôme Garces |  |

| 2008-01-12 15:30 | Saracens | 45 – 16  | Biarritz                                                    | Vicarage Road, Watford              |  |
|                  | Tries: Vyvyan 40+6' c Jack (2) 52' c, 79' m Penney 60' c Penalty try 80+1' c Con: Jackson (3) Russell Pen: Jackson (4) 17', 37', 49', 69' | (Report) | Try: Cabannes 18' c Con: Dupuy Pen: Dupuy (3) 20', 39', 59' | Público: 8,656 Árbitro: Nigel Owens |  |

| 2008-01-18 20:00 | Glasgow Warriors                                        | 17 – 21  | Saracens                                                                         | Firhill Stadium, Glasgow           |  |
|                  | Try: Stortoni 61' m Pen: Parks (4) 17', 24', 40+1', 76' | (Report) | Tries: Haughton 4' m Jackson 40+3' c Con: Jackson Pen: Jackson (3) 21', 38', 68' | Público: 5,213 Árbitro: Alan Lewis |  |

| 2008-01-18 21:00 | Biarritz                                                                               | 25 – 16  | Viadana                                                        | Parc des Sports Aguiléra, Biarritz   |  |
|                  | Tries: Ngwenya (2) 35' c, 49' m Cronjé 71' m Carizza 80+1' m Con: Bosch Pen: Bosch 28' | (Report) | Try: Howarth 80+6' c Con: Pilat Pen: Howarth (3) 17', 25', 39' | Público: 6,000 Árbitro: Andrew Small |  |

### Grupo 5
| Team              | Pld | W | D | L | TF | PF  | PA  | +/-  | BP | Pts |
| ----------------- | --- | - | - | - | -- | --- | --- | ---- | -- | --- |
| Munster (6)       | 6   | 4 | 0 | 2 | 13 | 148 | 95  | +53  | 3  | 19  |
| Clermont          | 6   | 4 | 0 | 2 | 22 | 189 | 128 | +61  | 3  | 19  |
| London Wasps      | 6   | 4 | 0 | 2 | 19 | 152 | 127 | +25  | 2  | 18  |
| Llanelli Scarlets | 6   | 0 | 0 | 6 | 8  | 74  | 213 | −139 | 0  | 0   |

Notes
- Munster place above Clermont by virtue of having earned more competition points in their two head-to-head matches: 6 to 4.

| 2007-11-10 17:30 | London Wasps                                                                           | 24 – 23  | Munster                                                                        | Ricoh Arena, Coventry               |  |
|                  | Tries: Flutey 30' c Skivington 60' m Con: Cipriani Pen: Cipriani (4) 7', 29', 52', 56' | (Report) | Tries: Tipoki 20' c Payne 40+1' c Con: O'Gara (2) Pen: O'Gara (3) 5', 16', 44' | Público: 21,506 Árbitro: Joël Jutge |  |

| 2007-11-11 16:00 | Clermont | 48 – 21  | Llanelli Scarlets                                          | Parc des Sports Marcel Michelin, Clermont-Ferrand |  |
|                  | Tries: Rougerie (3) 14' c, 28' m, 58' c Malzieu 25' m Bonnaire 43' c B. James 62' c Domingo 78' c Con: B. James (4) A. King Pen: B. James 2' | (Report) | Tries: James 18' c Peel 52' c King 54' c Con: S. Jones (3) | Público: 13,000 Árbitro: Chris White              |  |

| 2007-11-17 17:30 | Llanelli Scarlets                                                        | 17 – 33  | London Wasps                                                                                  | Stradey Park, Llanelli                |  |
|                  | Tries: Easterby 24' c M. Jones 79' c Con: S. Jones (2) Pen: S. Jones 34' | (Report) | Tries: Waters (2) 14' m, 19' c Skivington 27' c Cipriani 63' c Flutey 70' c Con: Cipriani (4) | Público: 9,557 Árbitro: Alain Rolland |  |

| 2007-11-18 13:00 | Munster                                                                                                 | 36 – 13  | Clermont                                          | Thomond Park, Limerick               |  |
|                  | Tries: Payne 7' c Tipoki 40+1' c Carney 51' c Quinlan 76' c Horan 79' m Con: O'Gara (4) Pen: O'Gara 36' | (Report) | Try: Joubert 64' c Con: Bai Pen: Bai (2) 12', 37' | Público: 12,003 Árbitro: Nigel Owens |  |

| 2007-12-08 14:35 | Clermont | 37 – 27  | London Wasps                                                                            | Parc des Sports Marcel Michelin, Clermont-Ferrand |  |
|                  | Tries: Malzieu 21' c Ledesma 40' c Rougerie 80+7' m Con: James (2) Pen: James (6) 4', 13', 48', 57', 60', 73' | (Report) | Tries: Haskell (2) 33' c, 52' c Payne 42' c Con: Cipriani (3) Pen: Cipriani (2) 6', 75' | Público: 14,649 Árbitro: Alan Lewis               |  |

| 2007-12-08 17:30 | Llanelli Scarlets                                                 | 16 – 29  | Munster                                                                                   | Stradey Park, Llanelli                |  |
|                  | Try: King 24' c Con: Priestland Pen: Priestland (3) 20', 51', 59' | (Report) | Tries: Wallace 37' c Horan 73' c Con: O'Gara (2) Pen: O'Gara (5) 7', 15', 31', 35', 40+3' | Público: 10,456 Árbitro: Wayne Barnes |  |

| 2007-12-15 17:30 | London Wasps                                                                             | 25 – 24  | Clermont                                                                      | Adams Park, High Wycombe              |  |
|                  | Tries: Reddan 7' c Voyce 14' m Sackey 31' c Con: Cipriani (2) Pen: Cipriani (2) 18', 79' | (Report) | Tries: Rougerie 45' c Delasau 64' c Etien 80+3' c Con: King (3) Pen: King 34' | Público: 8,371 Árbitro: Alain Rolland |  |

| 2007-12-16 13:00 | Munster                                                              | 22 – 13  | Llanelli Scarlets                                            | Thomond Park, Limerick                |  |
|                  | Tries: Flannery 6' m Carney 73' m Pen: O'Gara (4) 18', 24', 34', 61' | (Report) | Try: S. Jones 11' c Con: S. Jones Pen: S. Jones (2) 49', 63' | Público: 13,200 Árbitro: Dave Pearson |  |

| 2008-01-13 13:00 | London Wasps | 40 – 7   | Llanelli Scarlets               | Adams Park, High Wycombe                  |  |
|                  | Tries: Waters 6' c Vickery 15' m Doherty 36' c Waldouck 40' c Hoadley 51' c Sackey 69' c Con: Cipriani (4) Doherty | (Report) | Try: Manu 33' c Con: Priestland | Público: 8,173 Árbitro: Christophe Berdos |  |

| 2008-01-13 16:00 | Clermont                                                                            | 26 – 19  | Munster                                                          | Parc des Sports Marcel Michelin, Clermont-Ferrand |  |
|                  | Tries: Mignoni 18' c Ledesma 34' c Con: James (2) Pen: James (4) 25', 32', 56', 80' | (Report) | Try: Mafi 60' c Con: O'Gara Pen: O'Gara (4) 11', 40+7', 72', 75' | Público: 14,637 Árbitro: Rob Debney               |  |

| 2008-01-19 17:35 | Llanelli Scarlets | 0 – 41   | Clermont | Stradey Park, Llanelli                |  |
|                  |                   | (Report) | Tries: Ledesma 8' c Jacquet 30' m James 46' c Floch (2) 57' c, 80' m Vermeulen 72' c Con: James (4) Pen: James 42' | Público: 6,491 Árbitro: George Clancy |  |

| 2008-01-19 17:35 | Munster                                                           | 19 – 3   | London Wasps     | Thomond Park, Limerick               |  |
|                  | Try: Leamy 74' c Con: O'Gara Pen: O'Gara (4) 11', 36', 40+5', 54' | (Report) | Pen: Cipriani 4' | Público: 12,257 Árbitro: Nigel Owens |  |

### Grupo 6
| Team             | Pld | W | D | L | TF | PF  | PA  | +/- | BP | Pts |
| ---------------- | --- | - | - | - | -- | --- | --- | --- | -- | --- |
| Toulouse (4)     | 6   | 4 | 0 | 2 | 13 | 130 | 76  | +54 | 4  | 20  |
| Leicester Tigers | 6   | 3 | 0 | 3 | 10 | 110 | 79  | +31 | 2  | 14  |
| Leinster         | 6   | 3 | 0 | 3 | 7  | 95  | 123 | −28 | 0  | 12  |
| Edinburgh        | 6   | 2 | 0 | 4 | 8  | 85  | 142 | −57 | 1  | 9   |

| 2007-11-10 13:30 | Leinster                                                                   | 22 – 9   | Leicester Tigers            | RDS, Dublin                                |  |
|                  | Try: Horgan 53' c Con: Contepomi Pen: Contepomi (5) 6', 19', 43', 51', 68' | (Report) | Pen: Goode (3) 7', 17', 65' | Público: 18,500 Árbitro: Christophe Berdos |  |

| 2007-11-11 15:30 | Edinburgh                                                        | 15 – 19  | Toulouse                                                              | Murrayfield, Edinburgh                |  |
|                  | Tries: De Luca 55' m Houston 66' c Con: Godman Pen: D. Blair 21' | (Report) | Try: Médard 46' c Con: Élissalde Pen: Élissalde (4) 3', 16', 24', 74' | Público: 3,393 Árbitro: George Clancy |  |

| 2007-11-17 15:00 | Leicester Tigers | 39 – 0   | Edinburgh | Welford Road, Leicester               |  |
|                  | Tries: Goode 4' c Varndell 15' c Murphy 40+1' c Penalty try 45' c Corry 80' m Con: Goode (4) Pen: Goode (2) 7', 39' | (Report) |           | Público: 15,865 Árbitro: Romain Poite |  |

| 2007-11-18 21:00 | Toulouse | 33 – 6   | Leinster                   | Stade Ernest-Wallon, Toulouse        |  |
|                  | Tries: Poitrenaud 41' m Courrent 54' c Heymans 65' c Clerc 80+3' m Con: Courrent (2) Pen: Élissalde 22' Courrent 48' Drop: Courrent 34' | (Report) | Pen: Contepomi (2) 2', 36' | Público: 18,806 Árbitro: Chris White |  |

| 2007-12-07 15:00 | Leinster                                                                                              | 28 – 14  | Edinburgh                                               | RDS, Dublin                           |  |
|                  | Tries: Heaslip 15' c Gleeson 31' m Contepomi 71' c Con: Contepomi (2) Pen: Contepomi (3) 3', 28', 55' | (Report) | Try: Houston 46' m Pen: Godman (2) 5', 58' D. Blair 63' | Público: 18,145 Árbitro: Romain Poite |  |

| 2007-12-08 15:30 | Leicester Tigers                              | 14 – 9   | Toulouse                                     | Welford Road, Leicester              |  |
|                  | Try: Smith 11' m Pen: Goode (3) 29', 54', 72' | (Report) | Pen: Courrent (2) 8', 42' Drop: Courrent 40' | Público: 17,498 Árbitro: Nigel Owens |  |

| 2007-12-15 15:30 | Edinburgh                                                                                               | 29 – 10  | Leinster                                                  | Murrayfield, Edinburgh            |  |
|                  | Tries: Webster 33' c Cairns 54' c Con: Godman (2) Pen: Godman (4) 13', 18', 29', 78' Drop: M. Blair 42' | (Report) | Try: Penalty try 40+6' c Con: Contepomi Pen: Contepomi 4' | Público: 3,567 Árbitro: Tim Hayes |  |

| 2007-12-16 16:00 | Toulouse                                                                                          | 22 – 11  | Leicester Tigers                            | Stadium Municipal, Toulouse         |  |
|                  | Tries: Poitrenaud 17' m Clerc 62' m Pen: Élissalde (2) 40+4', 72' Drop: Courrent 4' Élissalde 29' | (Report) | Try: Varndell 15' m Pen: Goode (2) 32', 43' | Público: 32,500 Árbitro: Alan Lewis |  |

| 2008-01-12 13:30 | Leinster                                                                                      | 20 – 13  | Toulouse                                               | RDS, Dublin                           |  |
|                  | Tries: Fitzgerald (2) 32' c, 54' c Con: Contepomi (2) Pen: Contepomi 4' Drop: Contepomi 80+4' | (Report) | Try: Donguy 69' c Con: Courrent Pen: Courrent 40', 54' | Público: 16,752 Árbitro: Wayne Barnes |  |

| 2008-01-12 15:30 | Edinburgh                                                      | 17 – 12  | Leicester Tigers                   | Murrayfield, Edinburgh                   |  |
|                  | Tries: Godman 37' c Ford 57' c Con: Godman (2) Pen: Godman 48' | (Report) | Pen: Goode (4) 4', 11', 40+3', 51' | Público: 5,850 Árbitro: Peter Fitzgibbon |  |

| 2008-01-19 15:30 | Leicester Tigers                                                                     | 25 – 9   | Leinster                       | Welford Road, Leicester                    |  |
|                  | Tries: Deacon 20' m Rabeni 23' c Herring 75' c Con: Goode (2) Pen: Goode (2) 3', 54' | (Report) | Pen: Contepomi (3) 2', 7', 50' | Público: 17,033 Árbitro: Christophe Berdos |  |

| 2008-01-19 16:30 | Toulouse                                                                                          | 34 – 10  | Edinburgh                                        | Stade Ernest-Wallon, Toulouse         |  |
|                  | Tries: Clerc (2) 9' c, 36' m Donguy 51' c Perugini 60' m Con: Élissalde du Toit Pen: Élissalde 2' | (Report) | Try: Gissing 73' c Con: D. Blair Pen: Godman 30' | Público: 18,890 Árbitro: Dave Pearson |  |

## Fase final
|  | Quartas de final               | Quartas de final          |                                 |    | Semifinais | Semifinais |  |  | Final | Final |
|  |                                |                           |                                 |    |            |            |  |  |       |       |
|  | 5 de abril - Madejski Stadium  |                           |                                 |    |            |            |  |  |       |       |
|  |                                |                           |                                 |    |            |            |  |  |       |       |
|  | London Irish                   | 20                        |                                 |    |            |            |  |  |       |       |
|  | London Irish                   | 20                        | 26 de abril - Twickenham        |    |            |            |  |  |       |       |
|  | Perpignan                      | 9                         |                                 |    |            |            |  |  |       |       |
|  | Perpignan                      | 9                         | London Irish                    | 15 |            |            |  |  |       |       |
|  | 6 de abril - Stadium Municipal |                           | London Irish                    | 15 |            |            |  |  |       |       |
|  |                                | Toulouse                  | 21                              |    |            |            |  |  |       |       |
|  | Toulouse                       | Toulouse                  | 21                              | 41 |            |            |  |  |       |       |
|  | Toulouse                       |                           | 24 de maio - Millennium Stadium | 41 |            |            |  |  |       |       |
|  | Cardiff Blues                  | 17                        |                                 |    |            |            |  |  |       |       |
|  | Cardiff Blues                  | 17                        | Toulouse                        | 13 |            |            |  |  |       |       |
|  | 6 de abril - Vicarage Road     |                           | Toulouse                        | 13 |            |            |  |  |       |       |
|  |                                | Munster                   | 16                              |    |            |            |  |  |       |       |
|  | Saracens                       | Munster                   | 16                              | 19 |            |            |  |  |       |       |
|  | Saracens                       | 26 de abril - Ricoh Arena |                                 | 19 |            |            |  |  |       |       |
|  | Ospreys                        | 10                        |                                 |    |            |            |  |  |       |       |
|  | Ospreys                        | 10                        | Saracens                        | 16 |            |            |  |  |       |       |
|  | 5 de abril - Kingsholm Stadium |                           | Saracens                        | 16 |            |            |  |  |       |       |
|  |                                | Munster                   | 18                              |    |            |            |  |  |       |       |
|  | Gloucester                     | Munster                   | 18                              | 3  |            |            |  |  |       |       |
|  | Gloucester                     |                           |                                 | 3  |            |            |  |  |       |       |
|  | Munster                        | 16                        |                                 |    |            |            |  |  |       |       |
|  | Munster                        | 16                        |                                 |    |            |            |  |  |       |       |

### Quartas de final
| 2008-04-05 | London Irish                                              | 20 – 9   | Perpignan                        | Madejski Stadium, Reading              |  |
| 15:00      | Try: Danaher 31' m Pen: Hewat (5) 21', 24', 53', 56', 62' | (Report) | Pen: Montgomery (3) 5', 27', 37' | Público: 16,048 Árbitro: Alain Rolland |  |

Quarter-final 2
| 2008-04-05 | Gloucester    | 3 – 16   | Munster                                                     | Kingsholm, Gloucester                |  |
| 17:30      | Pen: Lamb 67' | (Report) | Tries: Dowling 37' m Howlett 61' m Pen: O'Gara (2) 15', 49' | Público: 16,500 Árbitro: Nigel Owens |  |

Quarter-final 3
| 2008-04-06 | Saracens                                                                              | 19 – 10  | Ospreys                                     | Vicarage Road, Watford              |  |
| 12:30      | Try: Leonelli 42' c Con: Jackson 43' Pen: Jackson (3) 10', 15', 59' Drop: Jackson 78' | (Report) | Try: James 74' c Con: Hook 75' Pen: Hook 2' | Público: 18,214 Árbitro: Alan Lewis |  |

Quarter-final 4
| 2008-04-06 | Toulouse | 41 – 17  | Cardiff Blues                                                         | Stadium Municipal, Toulouse           |  |
| 16:00      | Tries: Medard 1' c Kunavore 61' c Clerc 71' c Bouilhou 78' m Con: Elissalde (3) 2', 62', 72' Pen: Elissalde (3) 5', 22', 59' Drop: Elissalde 27' Heymans 80' | (Report) | Tries: Spice 17' c Blair 67' c Con: Blair (2) 18', 68' Pen: Blair 27' | Público: 35,070 Árbitro: Wayne Barnes |  |

### Semi-finais
Semifinal 1
| 2008-04-26 | London Irish                                                 | 15 – 21  | Toulouse                                                                             | Twickenham, London                  |  |
| 15:00      | Tries: Ojo 20' c Tagicakibau 44' m Con: Hewat Pen: Hewat 15' | (Report) | Tries: Ahotaeiloa 34' m Nyanga 38' c Con: Élissalde Pen: Élissalde (3) 11', 48', 51' | Público: 30,559 Árbitro: Alan Lewis |  |

Semifinal 2
| 2008-04-27 | Saracens                                                      | 16 – 18  | Munster                                                               | Ricoh Arena, Coventry                |  |
| 15:00      | Try: Ratuvou 5' c Con: Jackson Pen: Jackson (3) 43', 57', 71' | (Report) | Tries: O'Gara 25' m Quinlan 40' c Con: O'Gara Pen: O'Gara (2) 8', 62' | Público: 30,325 Árbitro: Nigel Owens |  |

### Final
| 2008-05-24 17:00                                                              |          |                                                                |                                                                  |
| Toulouse                                                                      | 13 – 16  | Munster                                                        | Millennium Stadium, Cardiff Público: 74,417 Árbitro: Nigel Owens |
| Try: Donguy 54' c Con: Élissalde 54' Pen: Élissalde 40+1' Drop: Élissalde 10' | (Report) | Try: Leamy 38' c Con: O'Gara 39' Pen: O'Gara (3) 39', 51', 64' | Millennium Stadium, Cardiff Público: 74,417 Árbitro: Nigel Owens |

## Campeão
| Copa Heineken 2007-08                          |
| ---------------------------------------------- |
| Munster Rugby Província de Munster (2º título) |